# Schinkelplatz
La place Schinkel (en allemand : Schinkelplatz) est une petite place publique du centre historique de Berlin dans le quartier de Mitte. Elle fut créée en 1837 dans le faubourg de Friedrichswerder, selon les plans de Peter Joseph Lenné, et baptisée d'après l'architecte Karl Friedrich Schinkel en 1869. Détruite durant la Seconde Guerre mondiale et occupeé pour la plupart de l'ancien ministère des Affaires étrangères de la RDA, elle fut reconstruite en 2007-2008. 

## Situation
La place de forme triangulaire occupe une surface de 1 700 m2 dans le centre historique de Berlin et est bordée à l'est par le Kupfergraben, bras secondaire de la Sprée, qui la sépare de la Schloßplatz et du nouveau château de Berlin.

## Dénomination

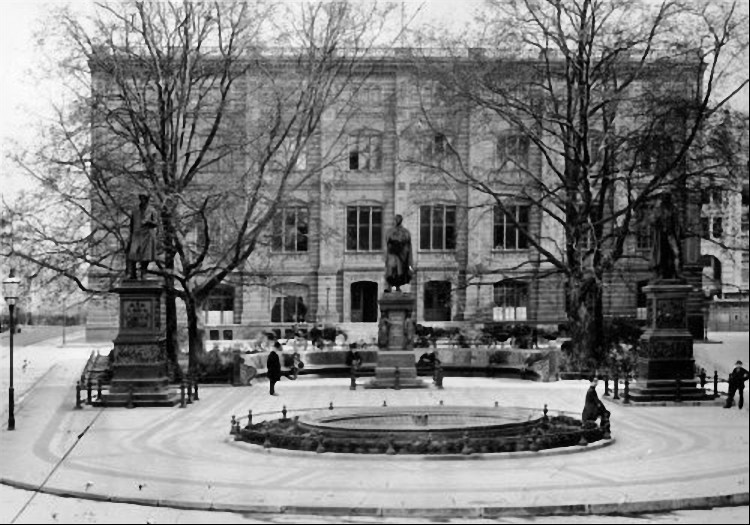
La place Schinkel en 1888.

La place porte le nom de l'architecte Karl Friedrich Schinkel (1781-1841) qui construisit l'église de Friedrichswerder voisine et l'académie d'architecture (Bauakademie) sur le côté sud pour laquelle une action de reconstruction est prévue.

## Monuments
Au centre de la place s'élèvent les trois statues de l'agronome Albert Thaer (1752-1828), de l'homme d'État Christian Beuth (1781-1853) et de Schinkel lui-même.
Au sud, l'emplacement de l'académie d'architecture est occupé par une structure légère en acier recouverte de parois figurant les anciennes façades de l'édifice de Schinkel.
Le côté ouest est bordé par des immeubles contemporains abritant des logements, des bureaux, des commerces et des restaurants, signés Charlotte Frank, Axel Schultes et Rafael Moneo.